# Sendai
För den före detta staden Sendai på ön Kyushu, se Satsumasendai.
Sendai (japanska: 仙台市?, Sendai-shi) är en stad i mellersta Japan, i regionen Tohoku, cirka 30 mil norr om Tokyo. Staden är residensstad i prefekturen Miyagi. Själva staden har lite mer än en miljon invånare, och dess storstadsområde hade 2 289 656 invånare vid folkräkningen 2005.

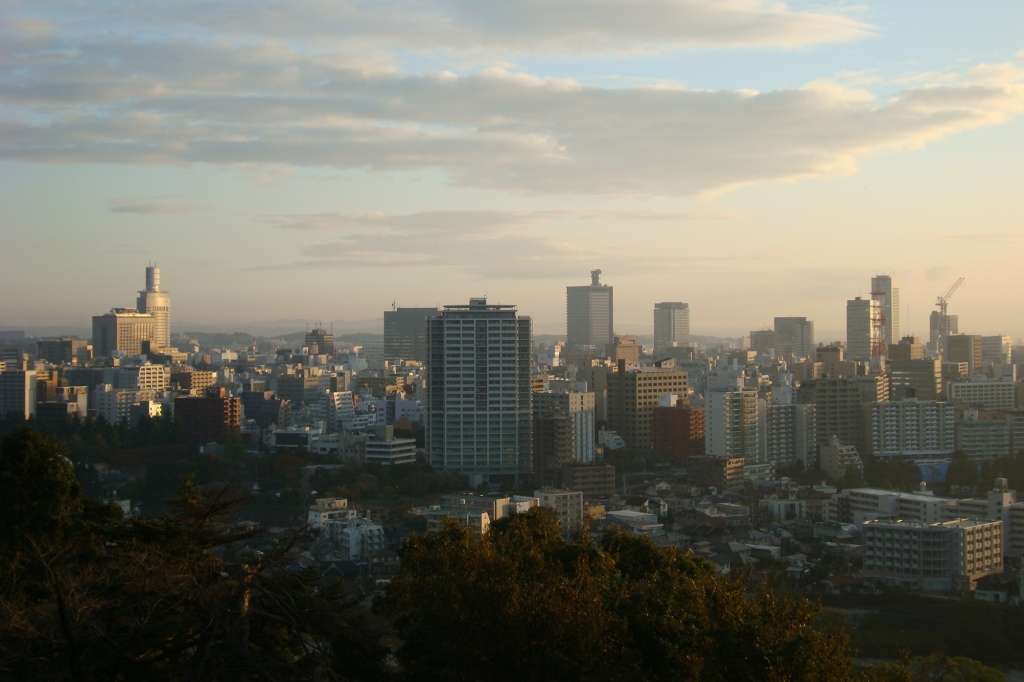
Sendai.

I Sendai ligger ett av Japans främsta universitet, Tohoku-universitetet. Staden grundades i början av 1600-talet av daimyo Date Masamune och kallas även för "Trädstaden" (杜の都, Mori no Miyako).
Sendaiområdet drabbades hårt av jordbävningen vid Tohoku 2011.

## Administrativ indelning
Sendai är sedan 1989 en av landets numera tjugo signifikanta städer med speciell status (seirei shitei toshi). och delas som sådan in i ku, administrativa stadsdelar. Sendai består av fem stadsdelar.
|                |          | Invånare 1 oktober 2015 | Area (km²) |  |
| -------------- | -------- | ----------------------- | ---------- |  |
| Aoba-ku        | 青葉区   | 310 181                 | 302,24     |  |
| Izumi-ku       | 泉区     | 216 968                 | 146,61     |  |
| Miyagino-ku    | 宮城野区 | 194 930                 | 58,19      |  |
| Taihaku-ku     | 太白区   | 226 687                 | 228,39     |  |
| Wakabayashi-ku | 若林区   | 133 319                 | 50,86      |  |

## Utbildning
Sendai är känd som en akademisk stad, med ett stort antal universitet i förhållande till stadens storlek. Tohoku universitet, kallat Tohokudai, är stadens största universitet och är världsledande inom materialvetenskap. 1999 rankades universitetet av AsiaWeek Magazine som Asiens bästa universitet och 2008 rankade samma tidskrift universitetet som nummer två.

## Kultur

### Festivaler

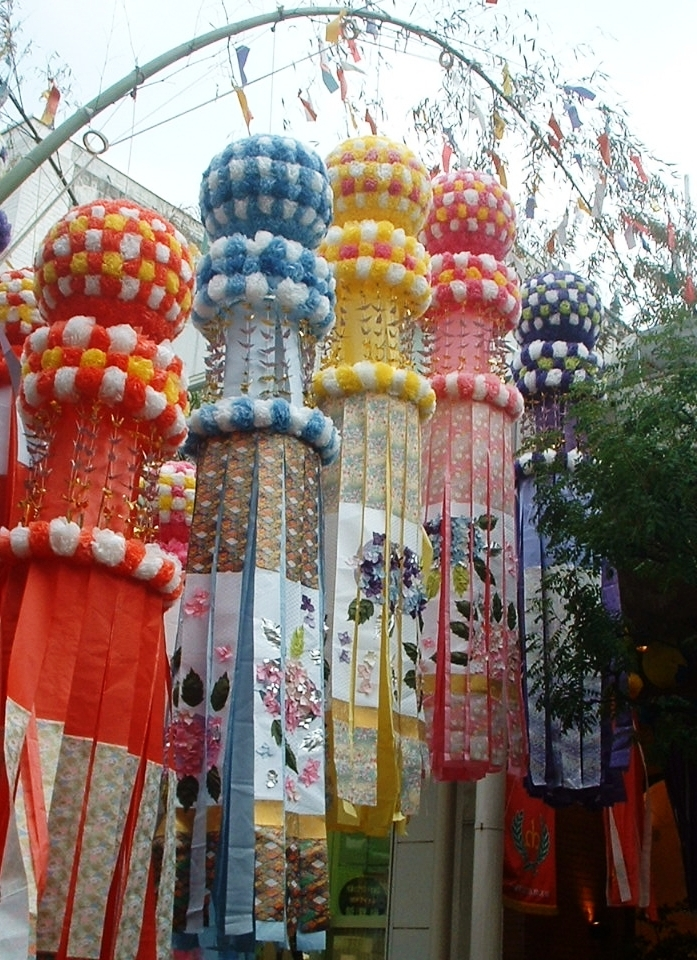
Sendai Tanabata-festivalen 2005.

Likt andra japanska städer har Sendai ett antal stora festivaler där Sendai Tanabata är den största med över 2 miljoner besökare årligen. Besökare kommer huvudsakligen för att bevittna de många detaljerade tanabatadekorationerna som pryder staden.
I december hålls "Pageant of Starlight" i centrala Sendai. Gatorna lyses upp av ljusdekorationer i olika utföranden som tänds på kvällen.
Sedan 1991 arrangeras i september Jozenji Streetjazz Festival, en musikfestival som äger rum på gatorna i Sendai med över 700 uppträdande band och över 700 000 årliga besökare. Ursprungligen var festivalen en renodlad jazzfestival men har under senare år breddats och omfattar idag en mängd olika musikgenrer.

## Kommunikationer
Sendai station är den klart största i regionen Tohoku. Den trafikeras bland annat av Tohoku Shinkansen men de största passagerarvolymerna härrör från de tre pendeltågslinjer alla i JRs regi som sammanstrålar där. Fram till 1976 fanns spårvägar i staden. Staden har två tunnelbanelinjer, Namboku-linjen i nord-sydlig riktning  och Tōzai-linjen i väst-östlig riktning. 

## Sport i Sendai
- Sendai 89ers - basket
- Tohoku Rakuten Golden Eagles - baseboll
- Vegalta Sendai - fotboll

## Vänorter
- Acapulco, Mexiko.
- Changchun, Kina.
- Dallas, USA.
- Gwangju, Sydkorea.
- Minsk, Belarus.
- Rennes, Frankrike.
- Riverside, USA.
- Tainan, Taiwan.
- Uleåborg, Finland.